# Markus Mosse

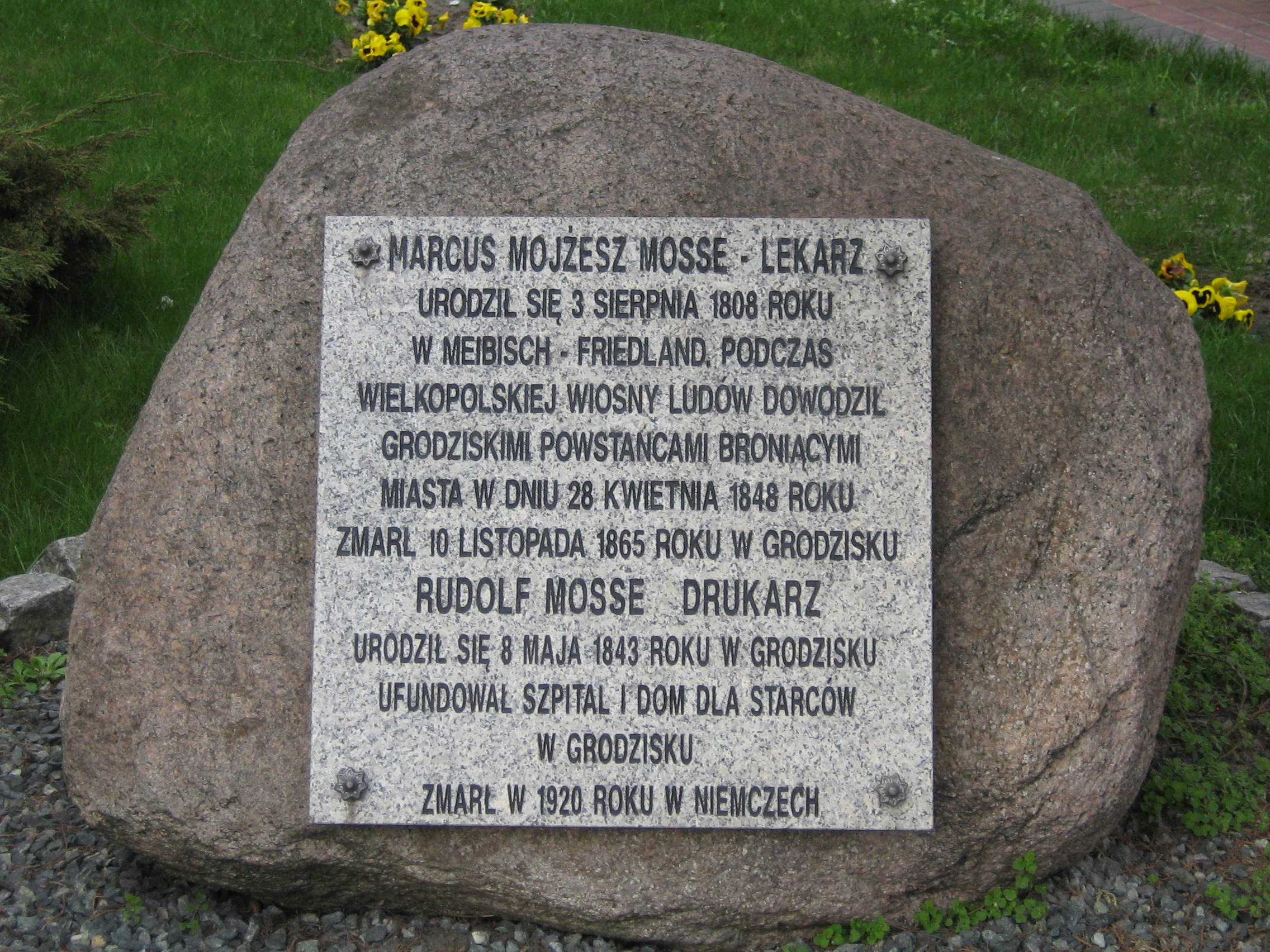
Tablica pamiątkowa ku czci Marcusa i Rudolfa Mosse w Grodzisku Wielkopolskim

Mojżesz Markus Mosse (ur. 3 sierpnia 1808 w Märkisch Friedland, zm. 10 listopada 1865 w Grodzisku Wielkopolskim) – lekarz pochodzenia żydowskiego.
Od lat 30. XIX wieku był lekarzem w Grodzisku Wielkopolskim. 
W czasie Wiosny Ludów stał na czele oddziału powstańczego, który stoczył walkę z oddziałami pruskimi chcącymi przejąć kontrolę nad Grodziskiem Wielkopolskim.
Miał synów: Rudolfa i Alberta.